# Овери
Овери (игбо Owèrrè, енгл. Owerri) је град у јужној Нигерији. Главни је град провинције Имо. По подацима из 2008. у граду је живело 416.024 становника. 
На истоку града протиче река Отамири, док је на југу река Нвори.
У Оверију делују два универзитета: Федерални универзитет технологије (Federal University of Technology) и Универзитет државе Имо (Imo State University). Аеродром Имо се налази 23 километра јужно од града.

## Партнерски градови
- Грешам